# Championnat de France de football de troisième division 2004-2005
Navigation
National 2003-2004 National 2005-2006
Le Championnat de France de football National 2004-2005  a vu la victoire du Valenciennes FC.

## Les 20 clubs participants
Les vingt clubs qui ont pris part au championnat National pour la saison 2004-2005 sont les suivants : 
- GFCO Ajaccio
- Aviron bayonnais
- Besançon RC
- AS Cannes
- AS Cherbourg
- Croix de Savoie
- FC Libourne-Saint-Seurin
- Nîmes Olympique
- Pau FC
- RC France
- US Raon
- SO Romorantin
- US Roye
- FC Rouen
- Entente Sannois Saint-Gratien
- FC Sète
- Tours FC
- ASOA Valence
- Valenciennes FC
- ES Wasquehal

## Classement final
Victoire à 3 points.
| Rang | Équipe                   | Pts | J  | G  | N  | P  | Bp | Bc | Diff |
| ---- | ------------------------ | --- | -- | -- | -- | -- | -- | -- | ---- |
| 1    | Valenciennes FC          | 74  | 38 | 20 | 14 | 4  | 52 | 28 | +24  |
| 2    | ASOA Valence R           | 67  | 38 | 19 | 10 | 9  | 49 | 35 | +14  |
| 3    | FC Sète                  | 65  | 38 | 17 | 14 | 7  | 53 | 35 | +18  |
| 4    | Entente SSG              | 63  | 38 | 16 | 15 | 7  | 61 | 45 | +16  |
| 5    | Nîmes Olympique          | 56  | 38 | 13 | 17 | 8  | 44 | 37 | +7   |
| 6    | RC France P              | 56  | 38 | 16 | 8  | 14 | 33 | 37 | -4   |
| 7    | GFCO Ajaccio             | 55  | 38 | 15 | 10 | 13 | 43 | 37 | +6   |
| 8    | Tours FC                 | 55  | 38 | 15 | 10 | 13 | 39 | 39 | 0    |
| 9    | AS Cherbourg             | 49  | 38 | 11 | 16 | 11 | 40 | 35 | +5   |
| 10   | Pau FC                   | 49  | 38 | 14 | 7  | 17 | 40 | 40 | 0    |
| 11   | Aviron bayonnais P       | 48  | 38 | 13 | 9  | 16 | 45 | 52 | -7   |
| 12   | FC Libourne-Saint-Seurin | 47  | 38 | 9  | 20 | 9  | 36 | 33 | +3   |
| 13   | AS Cannes                | 47  | 38 | 13 | 8  | 17 | 42 | 42 | 0    |
| 14   | Croix-de-Savoie P        | 46  | 38 | 13 | 7  | 18 | 31 | 46 | -15  |
| 15   | SO Romorantin            | 46  | 38 | 11 | 13 | 14 | 42 | 42 | 0    |
| 16   | US Raon-l'Étape          | 45  | 38 | 12 | 11 | 15 | 35 | 46 | -11  |
| 17   | Besançon RC R            | 44  | 38 | 13 | 5  | 20 | 40 | 47 | -7   |
| 18   | ES Wasquehal             | 40  | 38 | 8  | 16 | 14 | 30 | 39 | -9   |
| 19   | FC Rouen R               | 38  | 38 | 9  | 11 | 18 | 30 | 47 | -17  |
| 20   | US Roye P                | 34  | 38 | 8  | 10 | 20 | 32 | 55 | -23  |

Promotions et relégations
- Promotion en Ligue 2 2005-2006
- Rétrogradation administrative au niveau amateur
- Relégation en CFA 2005-2006
- -3 : Points de pénalité reçus

Abréviations
- P : Promu de CFA 2003-2004
- R : Relégué de Ligue 2 2003-2004

1. ↑  L'ASOA Valence qui obtient sa montée en Ligue 2 est mise en liquidation judiciaire et rétrogradée en DH pour la saison 2005-2006. Le Clermont Foot initialement relégué est donc repêché en Ligue 2.
2. ↑  Pour des raisons financières, le Racing Club de France est relégué administrativement en CFA.

### Classement des buteurs
Le tableau suivant liste les joueurs selon le classement des buteurs pour la saison 2004-2005 de National.
| Rang | Buteur                                               | Club                                | Buts Note 1 | Pen. Note 2 | Ratio Note 3   |
| ---- | ---------------------------------------------------- | ----------------------------------- | ----------- | ----------- | -------------- |
| 1    | Steve Savidan                                        | Valenciennes FC                     | 19          | 0           | 0,50           |
| 2    | Frédéric Fouret                                      | ASOA Valence                        | 17          | 1           | 0,46           |
| 3    | Jérôme Lempereur Matthias Verschave Christophe Rouve | Entente SSG Nîmes Olympique FC Sète | 14          | 0 0 2       | 0,40 0,41 0,40 |

| Mis à jour au 27 mai 2005. 1 : Nombre de buts inscrits incluant le nombre de pénaltys 2 : Nombre de pénaltys 3 : Ratio (buts inscrits/matchs joués) |